# Сэйсинская операция (1945)
Сэйсинский десант 13—17 августа 1945 года — тактический морской десант, высаженный кораблями советского Тихоокеанского флота в порту Сэйсин в ходе советско-японской войны.

## План операции
В период с 11 по 13 августа двумя десантами Тихоокеанского флота были заняты морские порты на корейском побережье Юки и Расин (см. Десант в порт Юки и Расинский десант), незначительное сопротивление было оказано только в Расине (ныне Расон). Ободренный успехом командующий флотом адмирал И. С. Юмашев приказал произвести высадку следующего морского десанта в порт Сэйсин (ныне Чхонджин). В отличие от предыдущих портов, Сэйсин был хорошо укреплён и имел сильный японский гарнизон (общая численность воинских частей в нём насчитывала до 4000 человек), кроме того, к нему спешно отступали разбитые части 3-й армии (командующий генерал-лейтенант Кэйсаку Мураками) Квантунской армии. Ввиду успешного развития наступления войск 1-го Дальневосточного фронта, командующий фронтом Маршал Советского Союза К. А. Мерецков ещё 12 августа приказал отменить ранее запланированную высадку десанта в Сэйсин.
Однако командование флота продолжило подготовку к высадке, надеясь на лёгкий успех. Юмашев сумел получить разрешение на её проведение от Главнокомандующего советскими войсками на Дальнем Востоке Маршала Советского Союза А. М. Василевского. Поскольку с решением Мерецкова об отмене операции флот не получил ранее запланированной для высадки в Сэйсин стрелковой дивизии, Юмашев вынужден был ограничить численность десанта бригадой морской пехоты и отдельными подразделениями. Для компенсации малочисленности он приказал провести мощные предварительные удары авиации и торпедных катеров по порту (ежедневные бомбово-штурмовые удары с 9 по 13 августа). Тем не менее общий замысел операции остался неизменным — предварительная высадка разведгрупп, затем наращивание сил десанта. Таким образом, передовой отряд (численность примерно в одну роту) должен был вступать в бой с многократно превосходящими силами.
С 9 августа по порту Сэйсина наносились непрерывные авиационные удары, в которых было потоплено, по советским данным, около 10 кораблей японцев. Также о потоплении 6 кораблей заявили экипажи торпедных катеров. 12 августа 4 торпедных катера под командованием командира дивизиона ТК капитана 3-го ранга С. П. Кострицкого ворвались в гавань и произвели её разведку, установив отсутствие там японских боевых кораблей. В итоге было решено начинать операцию, не дожидаясь окончательного завершения боёв в Расине и перебазирования туда лёгких сил флота. Поэтому исходным пунктом операции оставался значительно удалённый от Сэйсина Владивосток, что сразу лишило советское командование возможности оперативного реагирования на изменение обстановки.

## Силы сторон
В целом для операции были выделены 1 миноносец, 1 минный заградитель, 8 сторожевых кораблей, 7 тральщиков, 2 катера «малый охотник», 18 торпедных катеров, 12 десантных кораблей, 7 транспортов. Для авиационной поддержки выделялся 261 самолёт, из них 188 бомбардировщиков и 73 истребителя. Командир высадки — капитан 1 ранга А. Ф. Студеничников, командир десанта — генерал-майор В. П. Трушин. Общее руководство проведением операции осуществлял командующий флотом адмирал И. С. Юмашев.
Японцы располагали в городе пехотным батальоном, офицерской школой, личным составом военно-морской базы. В ходе операции численность японских войск многократно возросла за счёт отступавших частей Квантунской армии — сначала 2 пехотных полка, затем гвардейская пехотная дивизия. Японскими войсками в боях руководил командир Рананского укреплённого района генерал-лейтенант Сокити Нисиваки.

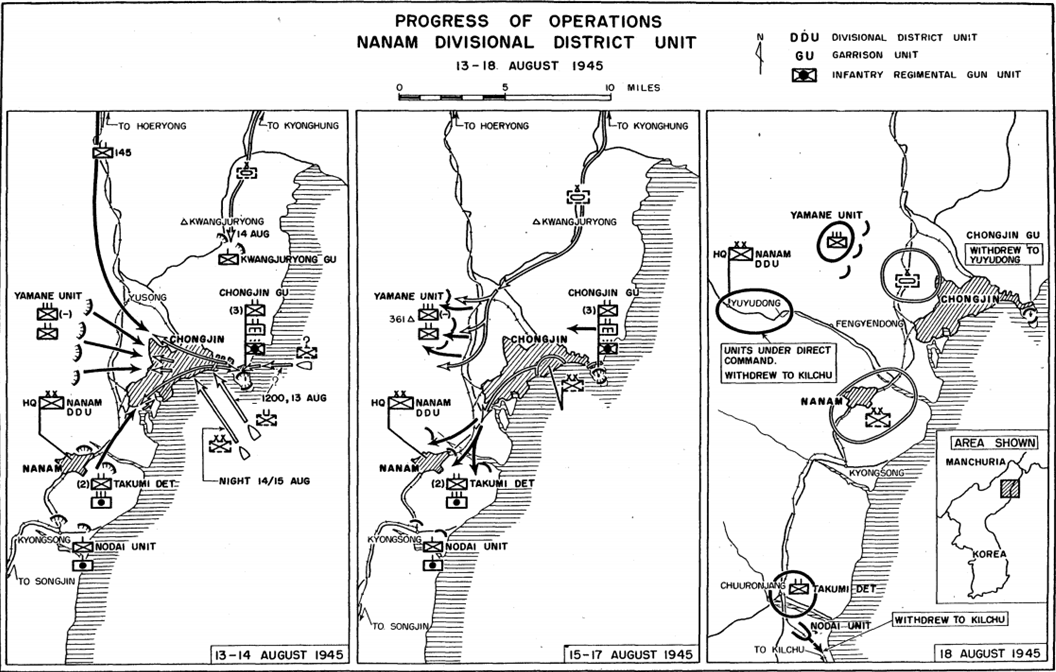

## Начало операции 13 августа
Днём 13 августа в порт Сэйсина вошли 10 торпедных катеров (дивизионы капитана 3-го ранга С. П. Кострицкого и капитан-лейтенанта В. И. Марковского, с которых под прикрытием дымовых завес были высажены 140-й разведотряд штаба Тихоокеанского флота под командованием Героя Советского Союза лейтенанта В. Н. Леонова и рота автоматчиков из 13-й бригады морской пехоты (всего 181 человек, командир отряда — начальник разведотдела штаба флота полковник А. З. Денисин). Оставив 2 катера для прикрытия с моря, остальные корабли ушли во Владивосток.
Десант легко занял порт и прилегающие городские кварталы, воспользовавшись ошеломлённостью противника. Однако вскоре японцы начали контратаки, сначала беспорядочные и разрозненные. Довольно быстро японское командование восстановило порядок и начало организованное наступление против десанта. Положение разведчиков сразу резко ухудшилось — они оказались отрезанными от берега в незнакомом городе, к тому же японцы разрезали высаженный отряд надвое. К 18-30 вечера 7 торпедных катеров (отряд катеров возглавлял капитан 3-го ранга Л. Н. Пантелеев) доставили ещё 90 бойцов. Это была пулемётная рота 62-го отдельного пулемётного батальона, которая оказалась высажена в стороне от места боя, не смогла прорваться на соединение с разведотрядом, понесла большие потери и была вынуждена вести оборонительный бой на причалах. Таким образом, сложилась критическая обстановка, угрожавшая гибелью десанта.
Как показали позднее в плену японские генералы, они намеренно давали советским войскам углубиться в город, чтобы затем отрезать их от побережья и уничтожить.
Между тем командующий флотом к исходу дня отправил из Владивостока сторожевой корабль ЭК-2 и 2 тральщика с 355-м отдельным батальоном морской пехоты на борту; корабли могли дойти до Сэйсина только на следующие сутки. Также выявился очередной крупный недостаток — в десант не были включены авиационные корректировщики, поэтому авиация флота наносила удары на удалении от места боя во избежание бомбардировки собственных войск. Непосредственная авиационная поддержка десанта отсутствовала.
На протяжении ночи десантники вели крайне жестокий бой тремя разрозненными группами, отбивая непрерывные контратаки и испытывая недостаток боеприпасов.

## Боевые действия 14 августа
Утром 14 августа вышедший накануне из Владивостока отряд кораблей достиг Сэйсина и высадил батальон морской пехоты (710 человек, командир — майор М. П. Бараболько). Командир батальона с ходу повёл людей в атаку. Бойцы вторично ворвались в город и продвинулись на 1-3 километра. Однако введя в бой свежие силы при поддержке артогня бронепоезда, японское командование к ночи 14 августа оттеснило десантников обратно в порт, где они удерживали плацдарм в 2 км по фронту и 1 км в глубину. Часть бойцов вообще вела оборонительный бой на пирсах, ещё несколько групп бойцов были отрезаны от своих частей и разрозненно оборонялись на высотках или в отдельных зданиях. К тому же батальон из-за незнания обстановки командиром отряда высадки был высажен в стороне от всех трёх сражавшихся в городе передовых групп десанта и не смог соединиться с ними.
Критическая ситуация сохранялась. Из экипажей кораблей был спешно сформирован отряд добровольцев (25 человек, командир капитан 3 ранга Г. В. Терновский), высаженный на берег. В течение ночи бойцам пришлось отражать 14 атак противника. Только благодаря исключительному мужеству и высокому уровню боевой подготовки морским пехотинцам удалось выстоять. Прибывшие утром корабли оставались в гавани и поддерживали десант огнём своей артиллерии. Из-за плохой погоды в этот день авиация в операции практически не использовалась (только 2 бомбардировщика смогли долететь до Сэйсина, но бомбить им пришлось «на глазок»).
Из Владивостока вышел главный отряд (23 корабля и катера, командир отряда капитан 1-го ранга А. Ф. Студеничников) с 13-й бригадой морской пехоты (командир генерал-майор В. П. Трушин) на борту, а ночью — эсминец «Войков» и танкодесантная баржа с 7 танками Т-26.

## Боевые действия 15 августа

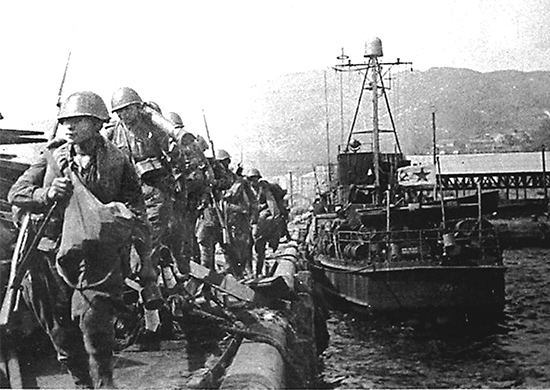
Высадка советских войск в ходе Сейсинской десантной операции. 15 августа 1945 г.

Около 4 часов утра 15 августа корабли вошли в порт Сэйсина и главные силы десанта (до 5000 человек) начали высадку на занятый плацдарм в порту под сильным вражеским огнём. Сопротивление непрерывно усиливающегося противника было настолько мощным, что даже ввод в бой целой бригады не привёл к перелому в бою. Только в середине дня с помощью танков и артогня кораблей (ими был повреждён японский бронепоезд, который был вынужден выйти из боя) был окончательно очищен от врага порт и начались бои по взятию города. К вечеру город практически полностью был очищен от японцев, спасены сражавшиеся двое суток в окружении передовые группы десантников. На окружающих город господствующих высотах продолжались упорные бои. В порт прибыл командир генерал-лейтенант С. И. Кабанов, принявший на себя руководство операцией.
Ситуация же с организацией авиационной поддержки так и не была исправлена, потому хотя с улучшением погоды к городу были направлены значительные силы советской авиации (совершено 157 самолёто-вылетов), но авиаудары вновь наносились не в интересах поддержки атакующих войск, а по тылам и скоплениям противника. Самым большим успехом авиации стало разрушение железнодорожной станции на окраине города, где был уничтожен японский бронепоезд.
Днём из Владивостока вышел очередной отряд кораблей (1 эсминец, 2 тральщика, 3 транспорта, по одному сторожевому и пограничному катеру), на борту которого находился третий эшелон десанта — 615 человек, 60 орудий и миномётов, 94 автомашины.
Почти все корабли оставались в гавани и огнём корабельной артиллерии поддерживали наступление. Противник пытался оказать им противодействие огнём ещё уцелевшей береговой артиллерии и налётами одиночных самолётов. В гавани Сэйсина на ранее выставленных американских морских минах подорвался и получил повреждения тральщик.

## Боевые действия 16 августа
16 августа в порту был высажен третий эшелон десанта, при этом ещё два тральщика подорвались на минах и получили значительные повреждения.
Командование флота, осознав, что недооценило противника, теперь всемерно наращивало мощь десанта. Сначала в Сэйсин была направлена под прикрытием сторожевого корабля ещё одна танкодесантная баржа с 7 танками Т-26 и 2 автомобилями на борту. Затем из Владивостока вышел не запланированный изначальным планом операции очередной отряд кораблей — 1 сторожевой корабль, 1 тральщик, 6 десантных судов, 1 танкодесантное судно, на борту которых находился 205-й стрелковый полк и боевая техника.
В течение дня десант вёл ограниченные наступательные действия от Сэйсина в северном и северо-западном направлениях. Японские войска в районе города получили сообщение о приказе императора Японии о прекращении сопротивления. Хотя ряд частей отказывался сложить оружие, организованное сопротивление к концу дня практически прекратилось. На отдельных участках началась сдача японских солдат в плен.

## События 17 августа
17 августа в порт прибыли все вышедшие туда накануне суда, высадка войск была произведена благополучно. Имели место мелкие стычки и перестрелки с отдельными группами и подразделениями врага. Продолжалась сдача японцев в плен, некоторые их части покидали фронт и пытались уйти на юг по суше.
Около 11 часов 30 минут к позициям десанта вышел передовой отряд 25-й армии (командующий генерал-полковник И. М. Чистяков) 1-го Дальневосточного фронта. На этом Сэйсинская операция завершилась.

## Потери сторон
Общепринятой в советской историографии считается общая оценка потерь противника в 3000 убитых и взятых в плен японских солдат и офицеров. Было сбито 4 японских самолёта, уничтожен 1 бронепоезд. В гавани захвачено 27 транспортов и танкеров. По недавно опубликованным данным, японские потери к исходу 15 августа составили до 500 человек убитыми и 385 пленными. Поскольку 16 и 17 августа значительные боевые действия не велись, вряд ли японские потери убитыми резко возросли, в отличие от пленных.
Советские потери в людях составили от 250 до 300 человек убитыми и пропавшими без вести. В братской могиле в Чхонджине захоронены 352 воина армии и флота (но в это число входит неизвестное количество бойцов 1-го Дальневосточного фронта, погибших в боях даже вдали от города).
В корабельном составе потерь не было, получили повреждения от мин 3 тральщика и 2 транспорта. Особенно отличились при поддержке десанта экипажи эскадренного миноносца «Войков», минного заградителя «Аргунь», сторожевого корабля «Метель», фрегата «ЭК-9» (его командир капитан-лейтенант В. В. Михайлин стал впоследствии адмиралом). Всего силами артиллерии флота уничтожено до двух батальонов пехоты, 13 огневых точек, восемь дзотов, подавлен огонь двух зенитных и 13 артиллерийских и миномётных батарей, повреждён бронепоезд, сбито 2 самолёта.
Авиация флота произвела с 13 по 16 августа 429 самолёто-вылетов в район Сэйсина, результаты которых оказались крайне незначительными из-за отсутствия связи и взаимодействия с десантом. Основными потерями японцев от авиации стали уничтожение ранее повреждённого моряками бронепоезда, 4 железнодорожных эшелонов, 14 автомашин с живой силой и техникой, 2 нефтехранилищ, а также промышленных зданий и мостов в окрестностях города. В воздушных боях сбито 2 японских самолёта, советские потери — 1 повреждённый бомбардировщик Ил-4 совершил вынужденную посадку на воду, из экипажа погиб 1 лётчик.

## Итог операции
Если в советский период операция однозначно оценивалась как необходимая и успешная, то после 1990 года стали появляться иные оценки. Тем не менее, трудно согласиться с теми, кто считает этот десант не вызванным военной необходимостью: к его началу, 13 августа, основные силы японских войск довольно организованно отходили из-под ударов Красной Армии и имели возможность оказать упорное сопротивление на многочисленных тыловых оборонительных рубежах. Вполне вероятным сценарием развития событий были боевые действия непосредственно на Японских островах и как советское, так и союзное командование прилагали все усилия, чтобы сорвать переброску японских войск в метрополию. Высадка десанта посеяла панику и сорвала планомерный отход на участке обороны 3-й японской армии (командующий генерал-лейтенант Кэйсаку Мураками). Из занятого советскими войсками Сэйсина были отправлены дальнейшие советские десанты — Одецинский десант и Гензанский десант.
Но уровень подготовки данной операции действительно является крайне низким. Видимо, командование флота под влиянием предшествующих успехов десантов в Юку и Расин рассчитывало на повторение лёгкого успеха и оказалось неготовым к упорной обороне японцев в Сэйсине. В воспоминаниях генерал-лейтенанта С. И. Кабанова указывается на полное незнание обстановки командующим флотом даже 14 и 15 августа, на многочисленные и отменяющие друг друга приказы командующего. Не было организовано надлежащее управление десантом (командующим операцией был сам командующий флотом, который всю операцию находился во Владивостоке и не имел информации о её ходе, а на месте командиры десанта и сил высадки действовали сами по себе).
Организация авиационной поддержки десанта была ниже всякой критики, от начала до конца операции в Сэйсин так и не был направлен ни один корректировщик от ВВС. Много было и менее значительных недостатков, вызванных ненадлежащей подготовкой: первые отряды десанта были вооружены только лёгким стрелковым оружием, отряды кораблей не были обеспечены тральными силами, в десанте почти не оказалось раций, отсутствовали переводчики с корейского и японского языков (не было возможности получать сведения от пленных и дружественно настроенного к СССР местного населения), никто в десанте не имел планов Сэйсина и не знал обстановки в городе, значительная удалённость исходного пункта десантных отрядов от пункта высадки. После повреждения кораблей на минах у Сейсина в первый день операции также не были приняты срочные меры противоминной обороны и к Сейсину не были направлены тральные силы флота.
В результате десант был на грани гибели, понёс значительные потери и только благоприятное для советского командования развитие наступление войск 1-го Дальневосточного фронта и господство ВМФ СССР на море спасли десант от полного уничтожения.

## Награды

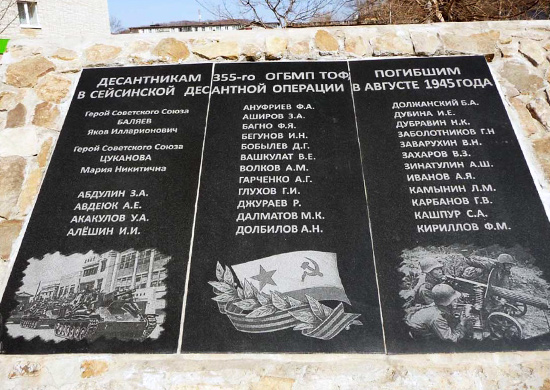
Аллея Славы 355-го отдельного батальона морской пехоты Шкотовского сектора береговой обороны Тихоокеанского флота в мемориальном комплексе «Боевая слава Тихоокеанского флота». Корабельная набережная. Владивосток.

Несколько сот бойцов и командиров были удостоены государственных наград. Командир 140-го разведотряда В. Н. Леонов стал дважды Героем Советского Союза. Звания Героев Советского Союза удостоены 17 человек: морские пехотинцы командир бригады генерал-майор В. П. Трушин, командир батальона майор М. П. Бараболько и его заместитель по политчасти капитан М. И. Кочетков, командир роты автоматчиков морской пехоты старший лейтенант И. М. Яроцкий, командир взвода разведотряда мичман А. М. Никандров, командир взвода разведотряда главстаршина М. А. Бабиков, командир пулемётного отделения морской пехоты сержант К. П. Бирюля, комсорг роты краснофлотец А. Н. Комаров, санинструктор красноармеец М. Н. Цуканова (посмертно); моряки командир высадки и командир бригады сторожевых кораблей капитан 3 ранга М. Г. Беспалов, флагманский артиллерист дивизиона сторожевых кораблей капитан 3 ранга Г. В. Терновский, начальник штаба 1-й бригады торпедных катеров капитан 3 ранга Л. Н. Пантелеев, командир сторожевого корабля «Метель» капитан-лейтенант Л. Н. Балякин, командир корабля «ЭК-2» капитан-лейтенант Л. С. Миронов, сотрудник СМЕРШ Владивостокского морского оборонительного района лейтенант М. П. Крыгин (посмертно), электрик фрегата бригады сторожевых кораблей старшина 2 статьи В. Г. Моисеенко, лётчик командир 34-го бомбардировочного авиационного полка майор Н. И. Друздев.
Ряд воинских частей (13-я бригада морской пехоты, 355-й и 365-й отдельные батальоны морской пехоты, 34-й бомбардировочный авиационный полк флота, 140-й разведывательный отряд) были преобразованы в гвардейские. 10-я авиационная дивизия пикирующих бомбардировщиков Тихоокеанского флота получила почётное наименование «Сейсинская».